# آرمیندو فریرا
آرمیندو فریرا (انگلیسی: Armindo Ferreira؛ زادهٔ ۳۱ ژانویهٔ ۱۹۷۶) بازیکن فوتبال اهل فرانسه است.